# Čarapa
Čarapa je odjevni predmet koji se nosi na nogama. 

## Povijest
Tijekom stoljeća, čarape su se mijenjale. Prve su bile načinjene od životinjske kože i zavezane oko gležnjeva. Stari Grci nosili su čarape od životinjske dlake. Rimljani su nosili kožne i vunene čarape. Oko 1000. godine, čarape su bile statusni simbol među plemstvom. Izum šivaćeg stroja 1589., omogućio je 6 puta bržu izradu čarapa. Usprkos, i dalje su se u velikoj mjeri izrađivale ručno sve do oko 1800. godine. Veliki napredak u izradi čarapa, dogodio se izumom najlona 1938. Do tada su se čarape izrađivale od vune, pamuka i svile. S vremenom su nastale i čarape od materijala poput akrilika, poliestera, polipropilena, spandeksa i dr. 

## Boje, veličine i stilovi
Čarape se izrađuju u raznim bojama i uzorcima. 
Na športskim natjecanjima, športaši imaju odjeću različitih boja, u koju su uključene i čarape, kako bi se razlikovali od suparnika. U nogometu se ispod čarapa nose kostobrani, koji štite noge od udaraca kopačkama.
Čarape se izrađuju u različitim veličinama. Postoje različiti načini označavanja veličina čarapa u centrimetrima, inčima i sl.
Debljina čarapa od najlona, označava se u denima.

### Vrste čarapa po dužini
Čarape se proizvode u različitim dužinama:
- stopalice – prekrivaju samo stopalo, nose se kako se ne bi vidjele izvan cipela ili športske obuće.
- čarape do gležnja
- čarape do koljena ili dokoljenice – često se nose u svakodnevnom životu ili kao dio športske odjeće, uniforme.
- čarape preko koljena ili natkoljenice – danas se smatraju ženskim odjevnim predmetom, krajem 19. i početkom 20. stoljeća, često su ih nosila djeca, kao primjer za to je Pipi Duga Čarapa.
- čarape s gaćicama – ženski odjevni predmet, obično se izrađuju od najlona pa se nazivaju i najlonke.
- samostojeće čarape – ženski odjevni predmet, dosežu do bedra, na vrhu imaju dio kojim se pričvrste za nogu, kako ne bi ispale, često imaju čipkasti završetak.
- čarape s halterima – ženski odjevni predmet, čarape sežu do bedra, pričvršćuju se halterima (držačima čarapa).